# Ponna
Ponna (Pona in dialetto comasco, AFI: /ˈpɔna/) è un comune italiano di 238 abitanti della provincia di Como in Lombardia.
Il comune è formato da tre frazioni: Ponna Superiore (870 metri), Ponna di Mezzo (760 metri) e Ponna Inferiore (600 metri).

## Origini del nome
Riguardo alle origini del toponimo Ponna sono state formulate diverse teorie. Secondo alcuni deriverebbe dal greco Peona o Peonia, mentre altri lo associano alla dea celtica Epona. De Witt ipotizza invece un'associazione a una radice etrusca o leponzia. È inoltre da ricordare che il suffisso -onna, di origine celtica, ricorre di frequente nella toponomastica locale e denota la vicinanza a un corso d'acqua.

## Storia
Il ritrovamento di pietre cupelliformi testimoniano attività umana sul territorio di Ponna già in epoca preistorica.

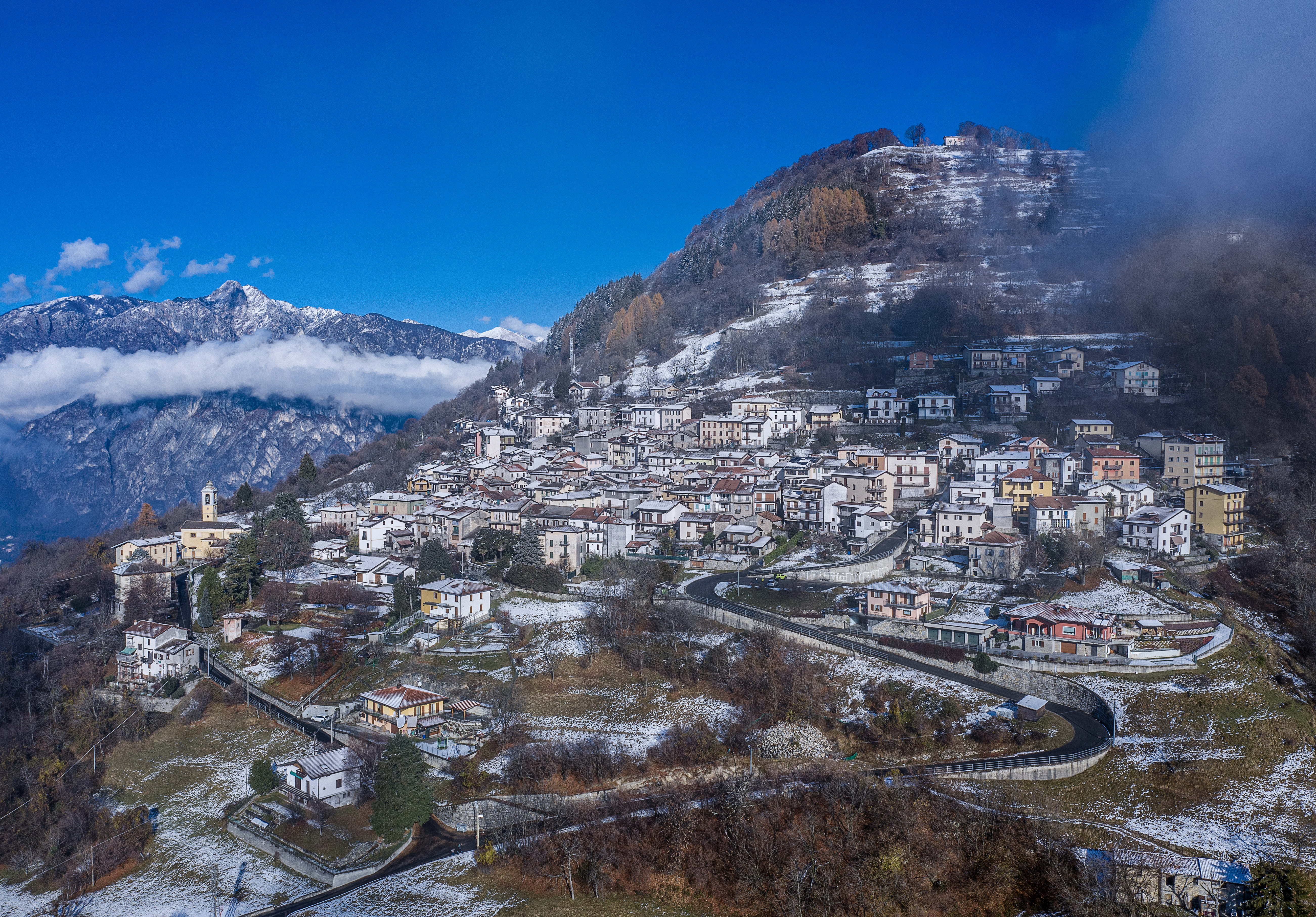
Ponna Superiore

Ponna fu certamente abitata in età romana, come attestato da una tomba scoperta a cento metri dal campanile di Ponna Inferiore. La sepoltura comprendeva un'olla e un'idria, entrambe in terra cotta, tuttora conservate presso il Museo archeologico di Como.
Di epoca paleocristiana è invece un avello sepolcrale in sarizzo, ritrovato nelle fondamenta di una casa nel centro di Ponna Inferiore e recante una scolpitura in rilievo di una croce bizantina.
Nel corso del Medioevo, il nucleo di Ponna di Mezzo costituiva un casale tenuto al versamento delle decime all'Abbazia di San Benedetto in Val Perlana.

A partire dal XII secolo, Ponna fu sotto la giurisdizione del Comune di Como. In questo contesto, si sa con certezza che nel 1335 il "comune de Pona supra et infra et medio" apparteneva alla pieve d'Intelvi.

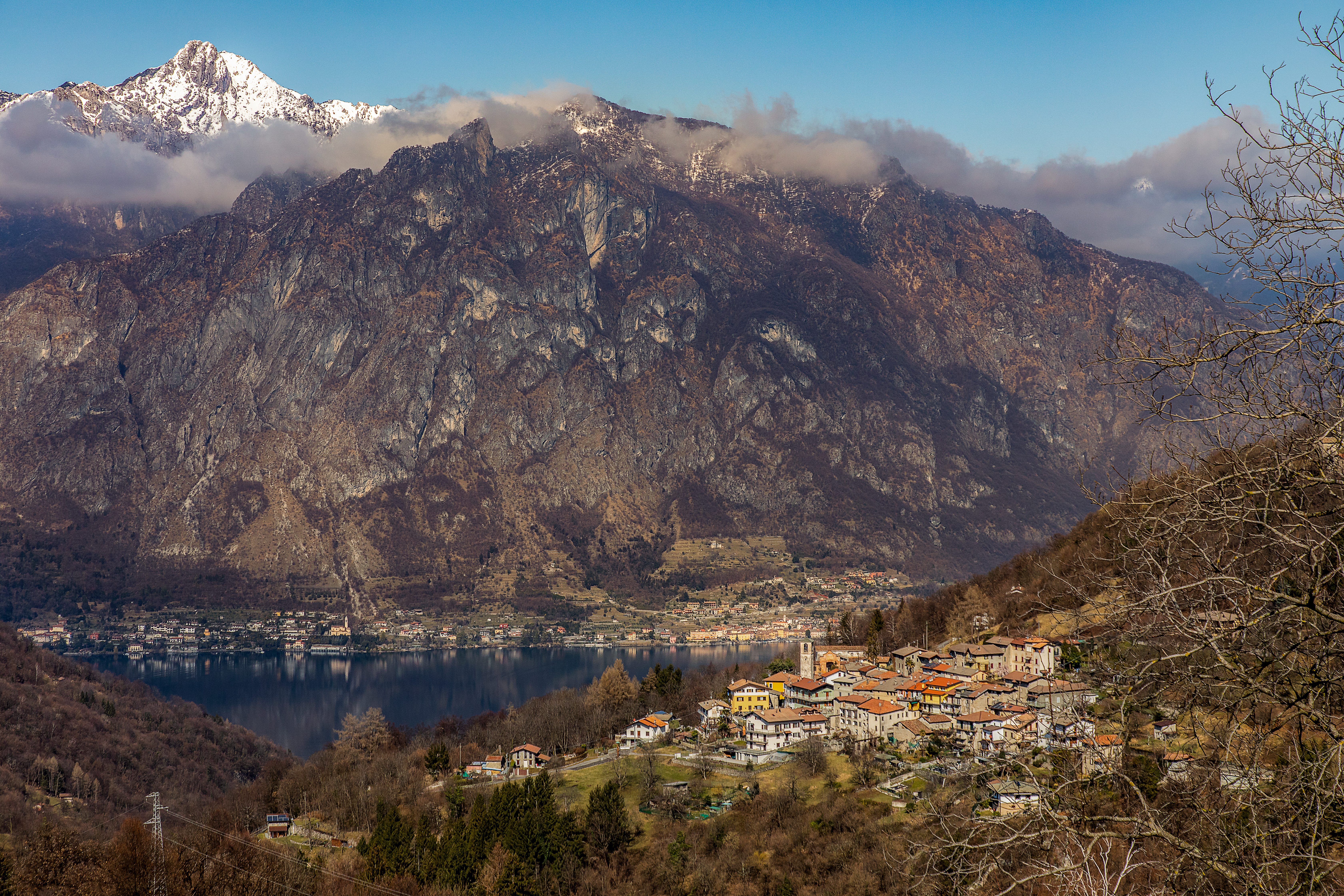
Ponna di Mezzo

Nei secoli successivi, Ponna seguì le vicende del feudo della Valle Intelvi. Ceduto nel 1416 dai Visconti ai Rusconi, il feudo passò nel 1583 nelle mani dei Marliani e, nel 1713, in quelle dei Conti Riva Andreotti, attestati come feudatari di Ponna fino almeno al 1751.
Dagli atti delle visite pastorali del vescovo Ninguarda del 1593 risulta che Ponna, sempre compresa nella pieve d'Intelvi, fosse divisa in due comunità: Ponna superiore e Ponna Inferiore.
Fino al 1688, Ponna faceva parte del comune di Laino.
Ponna Superiore e Ponna Inferiore furono riuniti in un solo Comune nel 1756.
Quando Napoleone Bonaparte decise di riorganizzare il Regno d'Italia accorpando i comuni più piccoli in entità più grandi, il comune di Ponna Superiore e Ponna Inferiore fu aggregato comune di Claino con Osteno e ribattezzato "Clajno". Come tutte le decisioni napoleoniche, l'aggregazione fu tuttavia abrogata con il passaggio della Lombardia all'Impero austro-ungarico e la conseguente attivazione dei comuni della provincia di Como in base alla compartimentazione territoriale del Regno lombardo-veneto.

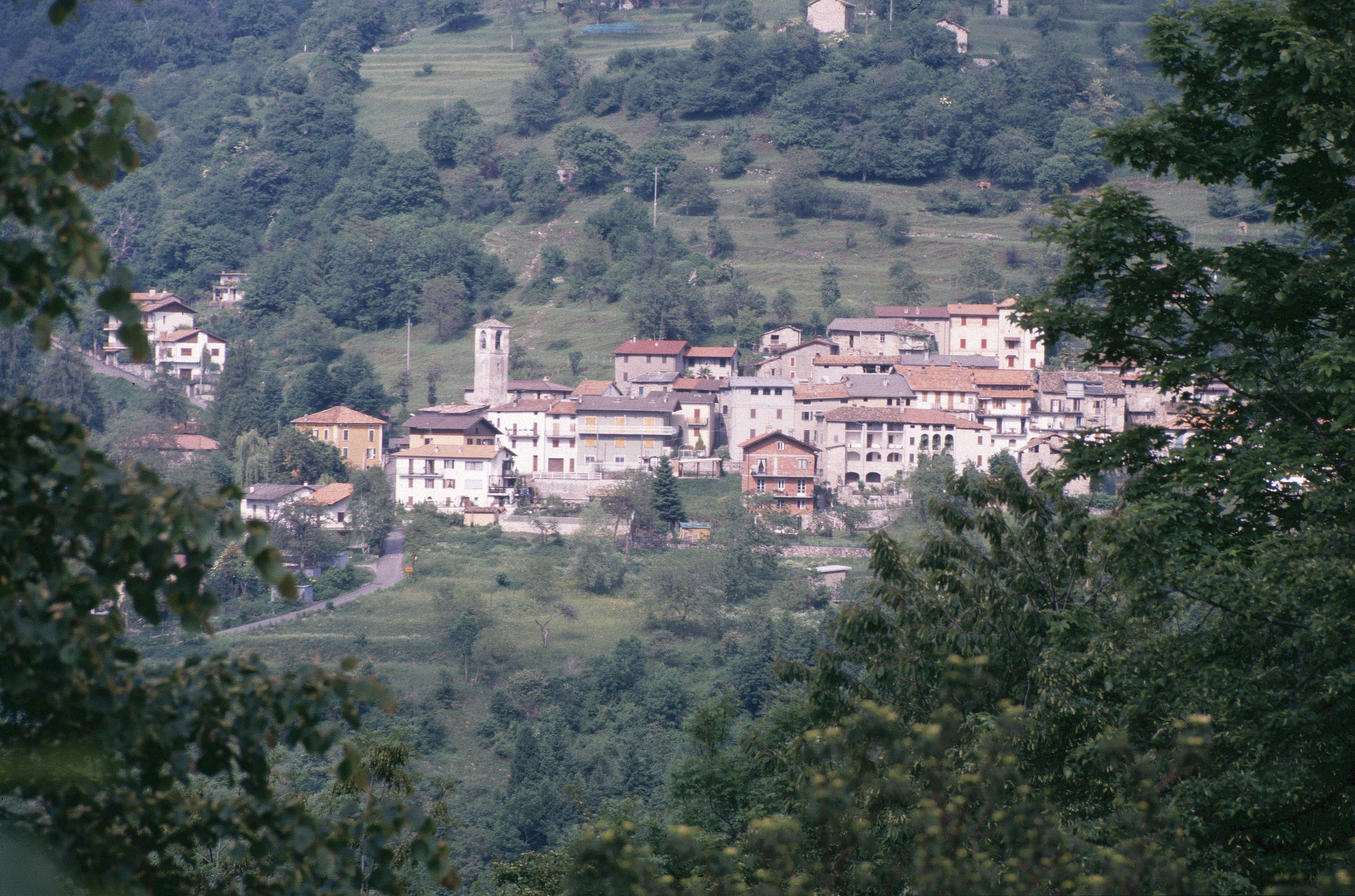
Ponna Inferiore

Nel 1815 il parroco di Ponna Inferiore Giovanni Battista Barelli promosse la creazione di un "Convitto elementare e ginnasiale", mirato a una scolarizzazione dei giovani meno abbienti. L'iniziativa si pose nel solco di quanto già avvenuto nel 1753, quando i parroci di "Pona Cima" e di "Pona Fondo" si prestarono gratuitamente ad insegnare ai bambini a leggere e scrivere. La creazione del convitto era inoltre legata all'insegnamento del disegno e delle tecniche edili e architettoniche legate alle attività artistiche dei maestri intelvesi, sulla falsariga di quanto da tempo avveniva nella vicina Laino, che ospitava una scuola di disegno (fondata alla fine del Seicento dal pittore Giulio Quaglio) e, dal 1750, una scuola regolare per i giovani della valle (la cosiddetta "Società di Belle Arti"). Il convitto di don Barelli divenne conosciuto con la denominazione di "Università di Ponna", fatto a cui probabilmente si deve il detto popolare “aver studiato all'università di Ponna”, oggi usato in senso dispregiativo.
Nel 1917 fu costruita la carrozzabile Laino – Ponna – Boffalora – Pigra, che nel suo percorso passa dalle località Tellero e Boffalora.

### Simboli
Lo stemma e il gonfalone sono stati concessi con decreto del presidente della Repubblica del 25 ottobre 2000.
L'aquila nel primo campo dello scudo allude alla posizione sui monti del Comune; la lettera P l'iniziale del paese;
le tre stelle rappresentano le frazioni di Ponna Superiore, Media e Inferiore. Il motto latino In hoc signo vinces ricorda che il paese fu abitato sin dall'epoca romana.
Il gonfalone è un drappo di giallo con la bordatura di azzurro.

## Monumenti e luoghi d'interesse

### Architetture religiose

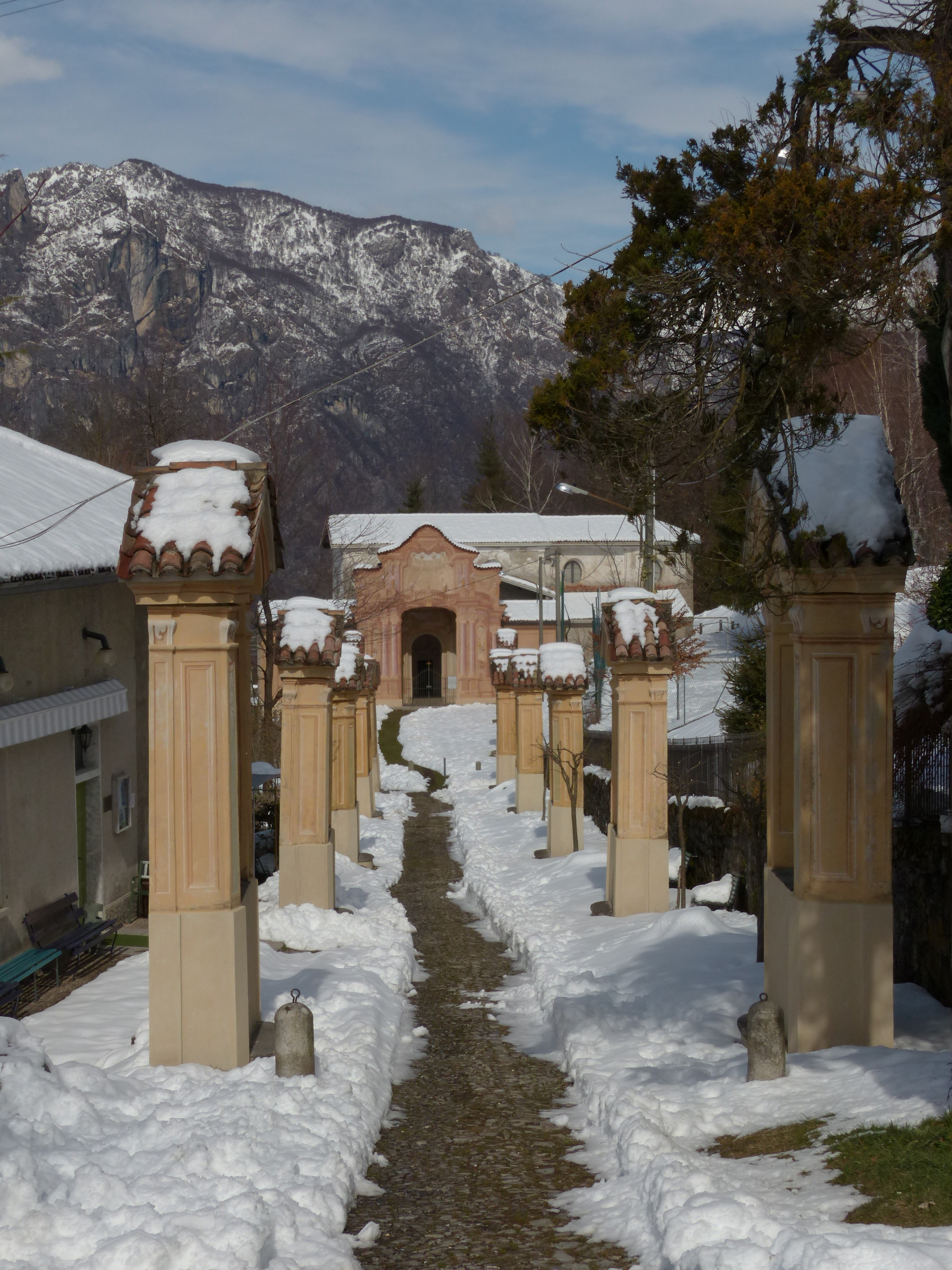
Chiesa di San Gallo

Complesso della parrocchiale di San Gallo e Desiderio
A Ponna Inferiore si trova il complesso della chiesa di San Gallo, completato negli anni 1756-1771 ma di origine romanica.
Si presenta come un viale di cappelle della Via Crucis che conducono a una quinta scenografica barocca che, con un effetto trompe-l'œil, introduce all'ingresso sud della chiesa. Le cappelle, costruite nel 1756, includono affreschi realizzati dall'artista Carlo Scotti nel 1771. La scenografia architettonica, fu invece realizzata negli anni Sessanta del XVIII secolo da Carlo (o Gallo) Barelli.
La chiesa, restaurata e ampliata nei secoli XVII e XVIII, è un edificio a navata unica con presbiterio a pianta quadrata, abside semicircolare e cappelle laterali rettangolari. All'interno, si conservano stucchi e affreschi settecenteschi dei Barelli di Ponna e della scuola di Giulio Quaglio, oltre a pitture più antiche quali una Madonna col Bambino e santi del 1504, opera di Ambrogio di Valsolda. A Giulio Quaglio è attribuita in particolare una tela conservata nella cappella di destra.
All'inizio del viale della Via Crucis, dalla parte opposta rispetto alla chiesa, il vicino centro abitato ospita il campanile e l'antica casa parrocchiale, conosciuta come "Casa Barelli", la quale conserva un grande camino barocco in stucco.
Oratorio romanico di San Bartolomeo
Fuori dall'abitato di Ponna di Mezzo si trova l’oratorio di San Bartolomeo, che presenta stilemi classici dell'architettura romanica nell'abside, nella facciata e nella navata. L'edificio, dotato di un campanile a vela, conserva una pala d’altare barocca, opera dell'artista G. Barelli.

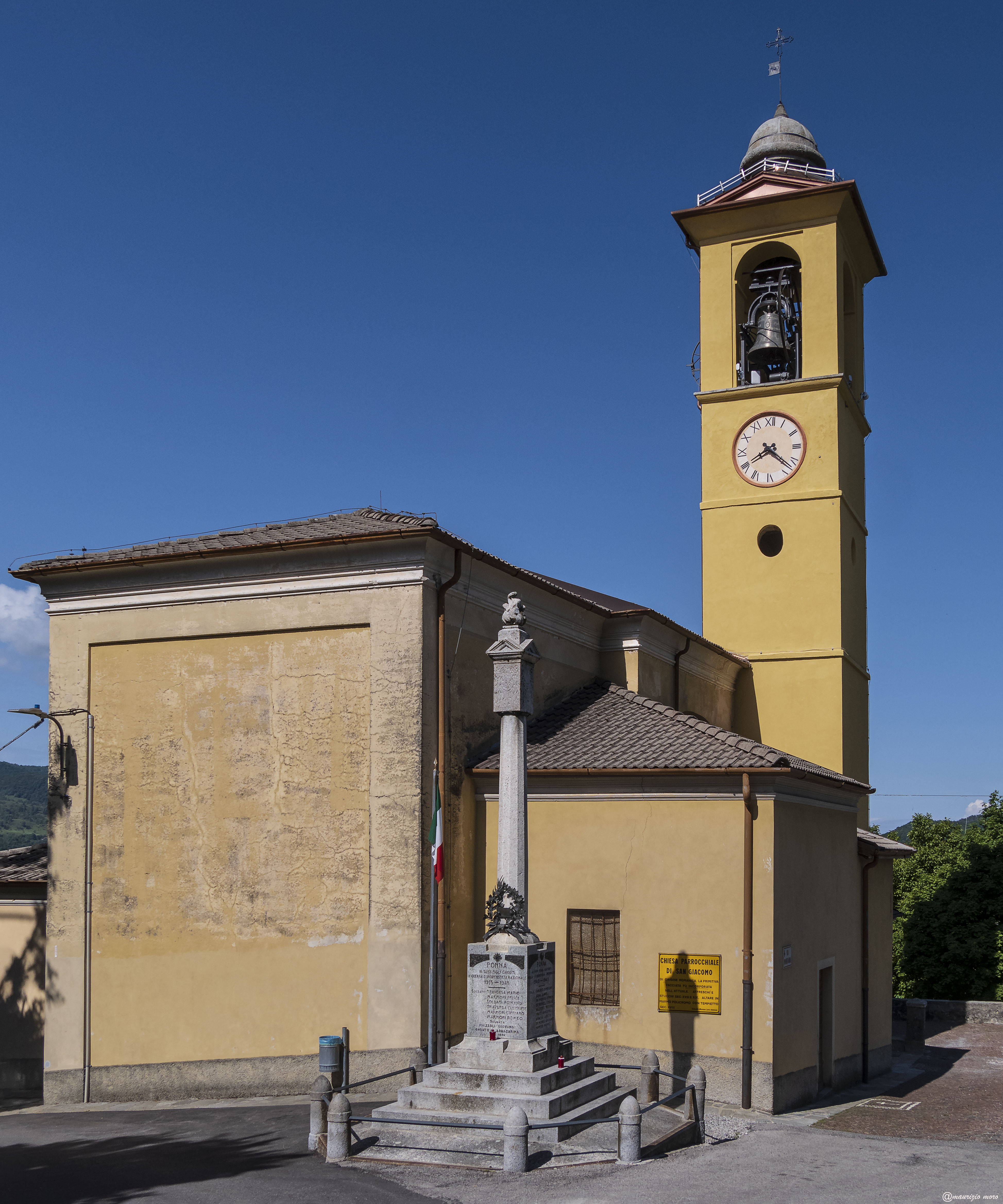
Chiesa di San Giacomo
A Ponna Superiore si trova la chiesa di San Giacomo, parrocchiale, di origine romanica ma oggetto di rifacimenti a partire dal 1677, è costruita su un terrazzamento artificiale in posizione dominante sulla valle.
La facciata così come si presenta oggi, che incorpora quella della chiesa primitiva, risale al 1725. Si presenta con un prospetto principale in muratura di pietra a conci squadrati a vista, incorniciata da lesene intonacate e coronata da una zoccolatura strollata, sormontata da un frontone triangolare, anch'esso intonacato e dipinto. All'interno, la chiesa conserva affreschi di Carlo Scotti e un altare in marmo policromo con tempietto, risalente al XVIII secolo.
La chiesa di San Giacomo fu sede di una viceparrocchia fino al 9 aprile 1676, quando il vescovo Ambrogio Torriani la elevò a parrocchiale. Dal 18 giugno 1953, le funzioni di parrocchiale vengono esercitate aeque principaliter assieme alla chiesa dei Santi Gallo e Desiderio di Ponna Inferiore.

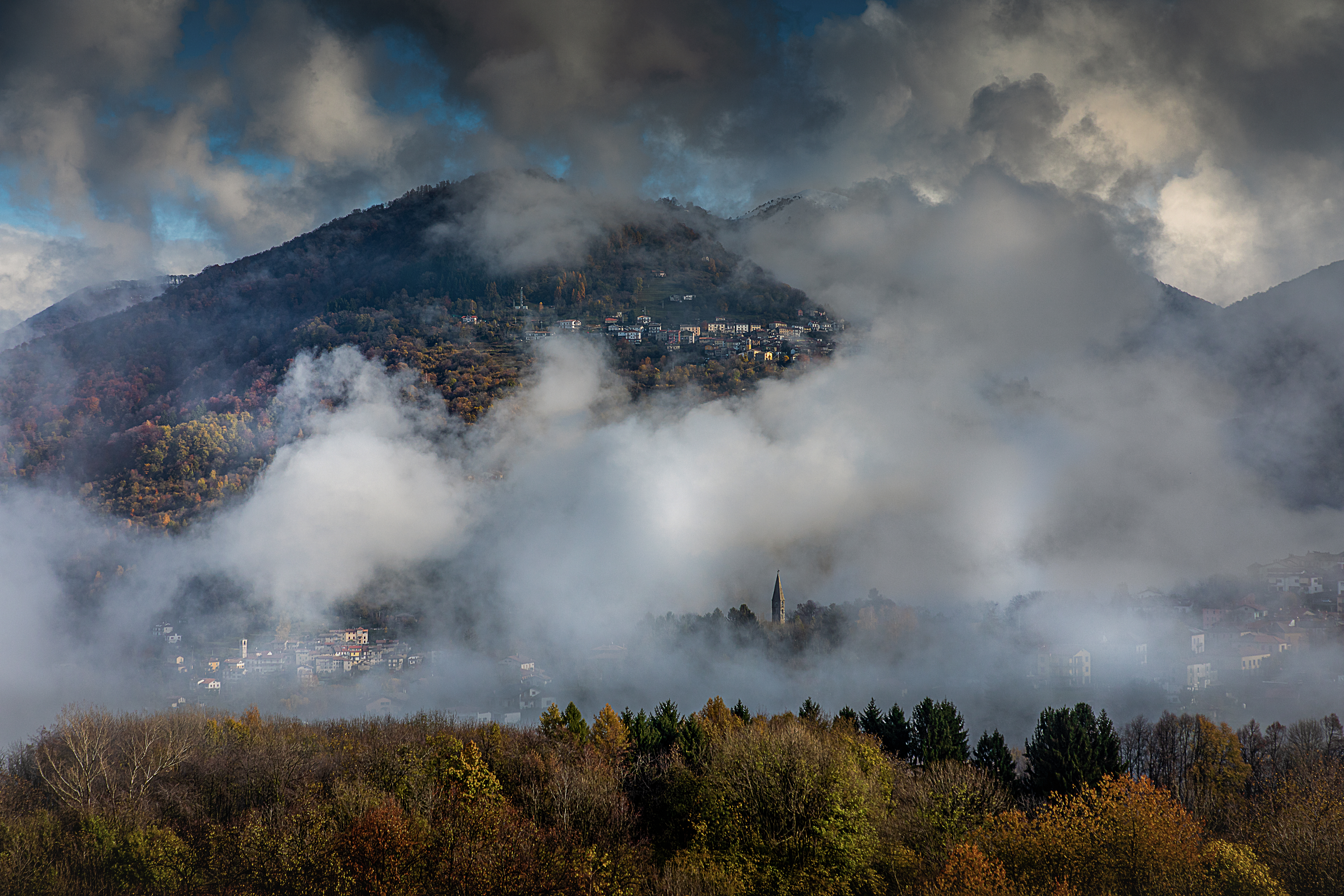
Alcuni dei campanili di Ponna e di Laino cercano di emergere dalle nubi

### Architetture civili
- Casa museo della civiltà contadina[22]
- Lavatoio[23]

## Società

### Evoluzione demografica

#### Demografia pre-unitaria
- 1593: 158 abitanti (di cui 78 a Ponna superiore e 80 a Ponna Inferiore)[7]
- 1751: 305 abitanti[7]
- 1771: 243 abitanti[24]
- 1799: 292 abitanti[25]
- 1805: 300 abitanti[25]
- 1807: 312 abitanti (prima dell'annessione a Claino con Osteno)[25]
- 1853: 397 abitanti[26]

#### Demografia post-unitaria
Abitanti censiti

### Annotazioni
1. ↑  Per il dialetto comasco, si utilizza l'ortografia ticinese, introdotta a partire dal 1969 dall'associazione culturale Famiglia Comasca nei vocabolari, nei documenti e nella produzione letteraria.

### Fonti
1. 1 2   Bilancio demografico mensile anno 2024 (dati provvisori), su demo.istat.it, ISTAT.
2. ↑   Classificazione sismica (XLS), su rischi.protezionecivile.gov.it.
3. ↑   Tabella dei gradi/giorno dei Comuni italiani raggruppati per Regione e Provincia (PDF), in Legge 26 agosto 1993, n. 412, allegato A, Agenzia nazionale per le nuove tecnologie, l'energia e lo sviluppo economico sostenibile, 1º marzo 2011,  p. 151. URL consultato il 25 aprile 2012 (archiviato dall'url originale il 1º gennaio 2017).
4. 1 2 3 4 5 6 7 8 9 10 11 12 13 14   Storia del Comune, su Comune di Ponna. URL consultato il 4 aprile 2020.
5. ↑   Ponna [collegamento interrotto], su valleintelviturismo.it - Il Portale del Turismo della Valle. URL consultato il 4 aprile 2020.
6. 1 2 3  Borghese, p. 370.
7. 1 2 3 4 5 6 7 8 9   SIUSA - Comune di Ponna, su siusa.archivi.beniculturali.it. URL consultato il 7 aprile 2020.
8. ↑   Ponna, su agriturismolagodicomo.net. URL consultato il 7 aprile 2020 (archiviato dall'url originale il 7 aprile 2020).
9. ↑   Ponna, su Archivio Centrale dello Stato.
10. 1 2 3 4 5   Chiesa di San Gallo e Desiderio, su Comune di Ponna. URL consultato il 7 aprile 2020.
11. 1 2  TCI, Guida d'Italia [...], p. 319.
12. 1 2 3   Chiesa di S. Gallo - complesso, Viale della Via Crucis - Ponna (CO), su Architetture – Lombardia Beni Culturali. URL consultato il 4 aprile 2020.
13. 1 2 3 4  TCI, Guida d'Italia [...], p. 319.
14. ↑   Canonica dell'antica parrocchiale, Via Barelli - Ponna (CO), su Architetture – Lombardia Beni Culturali. URL consultato il 4 aprile 2020.
15. ↑  Belloni et al., p. 139.
16. ↑   RomaniCOMO, su romanicomo.it. URL consultato il 21 marzo 2020.
17. 1 2   Oratorio di S. Bartolomeo, Via Mazzini - Ponna (CO), su Architetture – Lombardia Beni Culturali. URL consultato il 4 aprile 2020.
18. ↑   Oratorio di San Bartolomeo (Ponna Media), su Comune di Ponna. URL consultato il 7 aprile 2020.
19. 1 2 3   Parrocchiale di San Giacomo (Ponna Superiore), su Comune di Ponna. URL consultato il 7 aprile 2020.
20. 1 2 3 4   Chiesa di S. Giacomo, Via Dante - Ponna (CO), su Architetture – Lombardia Beni Culturali. URL consultato il 4 aprile 2020.
21. 1 2   SIUSA | Lombardia - Parrocchia di S. Giacomo in Ponna Superiore di Ponna, su siusa.archivi.beniculturali.it. URL consultato il 7 aprile 2020.
22. ↑   Casa museo della civiltà contadina, su Comune di Ponna. URL consultato il 7 aprile 2020 (archiviato dall'url originale il 7 aprile 2020).
23. ↑   Lavatoio, su Comune di Ponna. URL consultato il 7 aprile 2020.
24. ↑   Comune di Ponna, 1757 - 1797, su Istituzioni storiche – Lombardia Beni Culturali. URL consultato l'11 maggio 2020.
25. 1 2 3   Comune di Ponna, 1798 - 1809, su Istituzioni storiche – Lombardia Beni Culturali. URL consultato l'11 maggio 2020.
26. ↑   Comune di Ponna, 1816 - 1859, su Istituzioni storiche – Lombardia Beni Culturali. URL consultato l'11 maggio 2020.
27. ↑  Statistiche I.Stat ISTAT  URL consultato in data 28-12-2012.
Nota bene: il dato del 2021 si riferisce al dato del censimento permanente al 31 dicembre di quell'anno. Fonte:  Popolazione residente per territorio - serie storica, su esploradati.censimentopopolazione.istat.it.